# Micropoint (groupe)
Pour les articles homonymes, voir Micropoint (homonymie).
Micropoint est un groupe de techno hardcore français. Composé de Daniel Técoult (DJ Radium) et Denis Cohen Scali (Al Core), il est formé en 1992 à l'issue d'une rave party. Les deux membres se séparent en 2001 dans le but de mener leurs carrières solo respectives, mais continuent à composer leurs albums ensemble.
Micropoint est considéré par la presse spécialisée comme le pilier de la techno hardcore en France depuis la sortie du premier album studio, intitulé Neurophonie (1999), qui compte plus de 30 000 exemplaires vendus. Il est également reconnu comme précurseur du frenchcore dans les années 1990.

## Biographie
Durant la fin des années 1980, Daniel Técoult et Denis Cohen Scali découvrent la scène émergente de la techno hardcore aux Pays-Bas, et forment leur groupe à l'issue d'une rave party en 1992. Ils se font remarquer autant par leur prestation que le fait de former un groupe de hardcore, là où la plupart des artistes « officient d'ordinaire seuls ». Concernant le nom du groupe, les membres expliquent que : « le nom a une double signification : il fait référence à un procédé stéganographique pour envoyer des messages codés, ainsi qu'au conditionnement du LSD sous la forme de mine de crayon ingérable (« micropointe ») ».
Leurs premières productions datent de 1995 sur le label marseillais B.E.A.S.T Records, leur premier hit légendaire est le "Hardbreak EP", ils créent par la suite le label Dead End Records. Ils participent à la première édition française de la techno parade en 1998. En 1999, ils signent chez Epiteth (section hardcore de Uncivilized World), et sortent leur premier album intitulé Neurophonie qui se vend à 30 000 exemplaires en France, et marque ainsi les débuts de leur réputation internationale. 
Le groupe sort à la fin 2000, leur deuxième album studio, Anesthésie international. Tout comme le premier, celui-ci est lourdement influencé par les univers de science-fiction dystopique (avec des extraits musicaux de Matrix, Cube ou Dobermann), avec un rythme moins rapide mais tout aussi imposant ; l'album connaît un succès marquant qui lui fait atteindre le statut de disque d'argent. C'est à cette période que la France commence à prendre de l'ampleur sur la scène techno hardcore mondiale, et un terme est dédié à cette musique : le frenchcore. Leur notoriété est au sommet, de même que leur influence sur la majorité des acteurs de ce nouveau mouvement musical. Aussi bien à l'aise en tant que groupe, ils n'hésitent pas à travailler également en solo, en créant notamment les labels Psychik Genocide (pour Radium) et Epileptik (pour Al Core, en compagnie de Chappy the Plumber). Anesthésie international est cité dans l'ouvrage Techno 100: Classiques, hits et raretés.
En 2001, des tensions surviennent au sein du groupe et les deux membres se séparent un moment pour mener leur propre carrière solo respective,. Sur Psychik Genocide, Radium sort trois albums (In Extremist, Terminal Trauma et MasterPiss) tandis que Al Core crée le label Golghott en compagnie de Trypodd et sort Body Hammer sur Epiteth en 2003. Entretemps, le best-of Remontées sort en 2005, compilant les meilleurs morceaux du groupe ainsi que le live à Verdun en 2001. 
Ce n'est qu'en 2007 que le groupe se reforme pour composer son album Overdose United, sorti en 2008,.  En 2011, la collaboration des deux membres du groupe est de nouveau mise à profit pour sortir l'album Exit Mankind,. S'ensuit une tournée européenne du même nom entre 2011 et 2012. Dans la foulée, ils passent jouer notamment au Cargö de Caen. Le groupe participe plus tard à l'édition 2014 de l'Astropolis.

## Discographie

### Compilations
- 2005 : Remontées (Epiteth Records)
- 2007 : Manifeste électronique (hommage du mouvement électro aux Bérurier noir)

### EP et singles
- 1995 : Dirty Vinyl (B.E.A.S.T. Records)
- 1996 : E-Man (Dead End Records)
- 1996 : Return of the T-Rex (Epiteth Rec.)
- 1997 : Hidden Resistance (ZEQ 9, Dishwasher Network23)
- 1997 : C'est tout (Dead End Records)
- 1997 : Hardbreak (B.E.A.S.T. Records)
- 1998 : Sodomination EP (Head Fuck Records)
- 1999 : From Explicit Bass Drum Vol. 2 (Epiteth Records)
- 1999 : My Computer (Deathchant)
- 2000 : Mastodont EP (Neurotoxic)
- 2001 : Motordog / Healing Mod (Psychik Genocide)